# 井上隆智穂
井上 隆智穂（いのうえ たかちほ、1963年9月5日 - ）は、日本の元F1ドライバーで元レーシングドライバー、実業家。兵庫県神戸市出身。血液型O型。日本国外では「タキ・イノウエ (Taki Inoue) 」と呼称及び表記されることが多い。

## 経歴

### デビュー以前
神戸生まれ。幼少期に生沢徹などが載った雑誌などを見たことがきっかけでレーサーを志すようになる。三田学園中学校・高等学校に進学後、12歳の時には両親に内緒でレーシングカートを購入し、近所をバイクで走っていた高校生に混じって住宅街を走ったりしていた。
その後大学に進学する。自宅の近所にある片山義美のガレージ「カタヤマレーシング」を訪れ、練習用にマツダ・ファミリアを購入し、レース用に改造するとともにレースデビューに向けて練習に励んだ。またこの頃はレース参戦資金捻出のためにホテルでアルバイトをする。

### フレッシュマンシリーズ

#### 1985年
1985年11月に、富士スピードウェイで行う「富士フレッシュマンシリーズ」にファミリアで参戦してレースデビュー。当時22歳と、将来F1に上がるドライバーとして当時としても遅めのレースデビューであった。「富士フレッシュマンシリーズ」での戦績は、のちに本人の著書で悲惨なリザルトであったと語られている。

#### 1986年
1986年には、富士フレッシュマンシリーズの担当メカニックからの勧めもありイギリスに渡り、ドニントン・パーク・サーキットで開催されていた名門レーシングスクール「ジム・ラッセル・レーシングスクール」に入学し、卒業レースで2位を獲得する。その後、デビッド・シアーズにライセンスの有無、スポンサーの有無を尋ねられレースに誘われる。

### フォーミュラ・フォード

#### 1987年-1988年
1987年には、イギリスのフォーミュラ・フォード1600のブランズハッチとスネッタートン選手権にスポット参戦した。1988年には同じくイギリスのフォーミュラ・フォード1600の、RACとエッソの両選手権にシーズン参戦した。当初はスポンサーの無い状態で走ったがすぐに資金不足となり、「物乞いするように」会社を訪ね歩いたという。
シーズン終了後に、イギリスF3選手権への参戦を目指しF3マシンのテスト走行を行う。1989年に日本に帰国したもののスポンサーを見つけることができず、スポンサー獲得活動をする傍ら、モータースポーツ専門誌「レーシングニュース」の編集部で働く。

### 全日本F3時代

#### 1990年
1990年から全日本F3選手権にシリーズ参戦した（クリアリーカナディアン・ダラーラ/無限）。当時の全日本F3ではラルトとレイナードの2メーカーのシャシーが主流だったが、井上によれば両社の日本の代理店であるル・マン商会（現・株式会社ルマン）から「どこの馬の骨とも分からないヤツにシャシーは売れない」と販売を拒否され、仕方なく新興勢力だったダラーラを選んだ。エンジンも同様にほとんどのチューナーから供給を拒否される中、唯一戸田レーシングが供給に応じ、結果的に無限エンジンを使用することになった。しかしこの年は、バブル景気絶頂時で参戦台数が40台近くになるなど参戦台数が多い中で、マシンのセッティングが日本の環境に合わなかったため苦戦し連続予選落ちを喫した。この為オフシーズンには藤池省吉とともにダラーラのイタリアのヴァラーノ・デ・メレガーリにある本社に掛け合って、日本の環境に合うマシンを開発させた。

#### 1991年
1991年からは、物流のニッパックの社長の協力で、同社内に「ダラーラ・オートモビル・ジャパン」を設立してもらい、ここでF3のダラーラ・シャシーの日本総輸入元を請け負い(現在は先述の株式会社ルマンが代理店である)、F3ダラーラ・シャシーの開発ドライバーを担当した。さらに英会話教室などを運営するNOVA GROUPのレース部門として、「スーパーノヴァ・レーシング」として参戦を開始した。
マシンはダラーラの手により改良されたものの、エンジンはチューンが行われたものではないため上位争いをできるほどではなく、さらにこの年もバブル景気を受けて参加台数が40台を超える激戦であり入賞せずに終わった。最高位は10位。

#### 1992年
1992年にはチームメイトにイタリア人レーサーのユージニオ・ヴィスコを起用。コースに習熟したことや、ダラーラが日本の環境に合うマシンの開発に成功したこともあり、ヴィスコが開幕戦で2位表彰台を獲得してランキング9位に入り、井上もコンスタントに入賞圏内に入りポイントランキング10位を獲得した。シーズン最高位は4位。またこの年よりインターナショナルF3リーグにも参戦した。

#### 1993年
1993年はヴィスコに代わって、同じく後にF1に上がる中野信治を起用した。この年は中野が3度2位表彰台に上がる活躍を見せてポイントランキング5位を獲得し、井上もコンスタントに入賞圏内を走り昨年を上回るシーズンポイントランキング9位を獲得するなどの活躍を見せ（ランキング10位は同じく後のF1ドライバーの高木虎之介）、シーズン最高位4位を獲得した。
また、F1日本グランプリの前座では日本人ドライバー最高位の予選3位を獲得し、F1関係者に存在を強くアピールした。さらに、インターナショナルF3リーグでも、54台が参戦する中を勝ち進み日本人ドライバー中3位（総合11位）を獲得した。
なお、F3では一貫してダラーラ・シャシーに乗り、「ダラーラ・ワークス」として中継などでも言われることがあったが、これは前述したように、チームを設立した際にル・マン商会がシャシーの販売を断ったため、当時日本未参入だったダラーラに注文せざるを得なかったという事情がある。

### 国際F3000時代

#### 1994年
1994年には再びヨーロッパに渡り、デイビッド・シアーズのアドバイスを受け（マシンやエンジン等の発注は、すべてデイビッド・シアーズが行なった）、国際F3000選手権にチームと共にステップアップした（マシンはレイナード/コスワースAC）。井上によれば、1992年まで国際F3000に供給されていた無限・MF308の供給再開を本田博俊に掛け合ったものの、本田から断られたという。上位入賞を度々飾ったチームメイトのヴィンセンツォ・ソスピリに比べ、井上の成績は安定していたものの念願の表彰台獲得は果たせなかった。最高位は入賞直前の7位（当時入賞は6位までであった）。なおこの年の国際F3000選手権には、その後同じくF1ドライバーとなる野田英樹もフォルティから参戦していた。
なおこの頃、井上は自らのメインスポンサーでもあるNOVA GROUP総帥である猿橋望の、海外ビジネスにおける「秘書的な役割」を担っており、レースの無い平日にはNOVAの東京本部に勤務していたという。

### F1

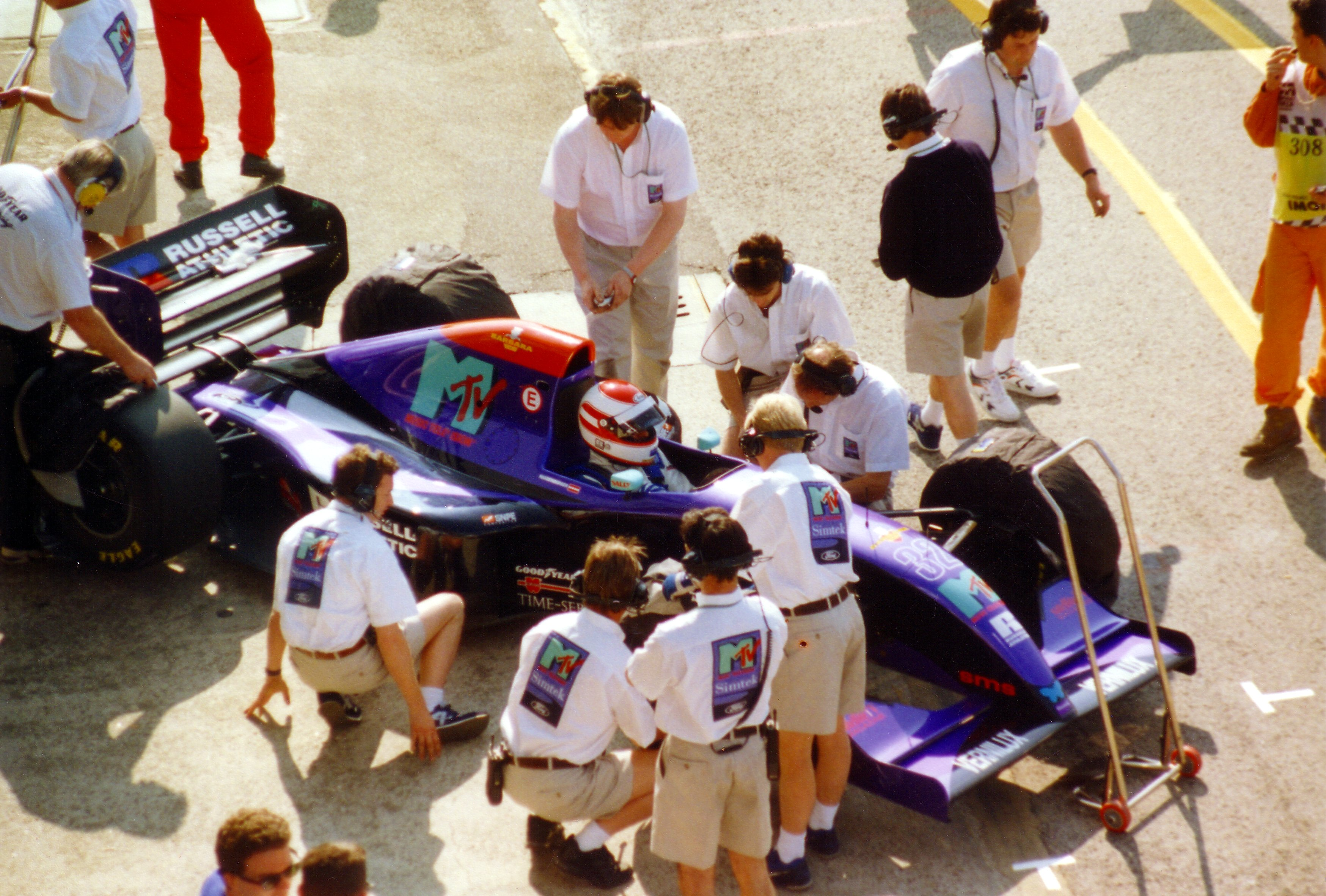
デビュー時にドライブしたシムテックS941

上記のとおり国際F3000選手権に参戦していたが、1994年のF1日本GPで新興チームのシムテックからF1デビューを果たす。なお、井上のF1参戦当時、全日本F3000選手権での表彰台獲得経験がある中谷明彦や野田英樹などの、過去に国内で活躍していた日本人レーシングドライバーに対してFIAから発給されなかったスーパーライセンスが、即座に井上に発給されたことに対して、「井上がスーパーライセンスを金で買った」と揶揄する論評が日本国内の一部のモータースポーツジャーナリストの間で見られた。
これに対して井上は「F1速報」のインタビューで、「自分がスーパーライセンスをお金で買ったとか言う人がいるけれど、そんな人はいない」と語っている。実際、当時のスーパーライセンスの発給基準は「実質的に国際F3000選手権に1シーズン出場しているか、イギリス、フランス、ドイツ、イタリア、日本、南アフリカのF3選手権の現チャンピオンか、前年のF1世界選手権に5回以上スタートしている」となっていた。なお、中谷明彦はこれを全くクリアしておらず、野田英樹は前年度F1選手権へのスポット参戦のため、国際F3000選手権の成績はノーカウントと解釈された。
しかし井上は1994年に国際F3000選手権にフルシーズン参戦しているので、1987年から1991年までF1に参戦した中嶋悟同様（中嶋も1986年に国際F3000選手権にフル参戦した)、発給基準を完全にクリアしている。またキミ・ライコネンは仮のスーパーライセンスによる参戦など、特例は過去のドライバーにすらいくらでもみつかるが、井上は通常の申請とFIAの裁定による通常の発給である。

#### 1994年
1994年のF1日本GPで新興チームのシムテックからF1デビューを果たす。当時のシムテックは、非力で古いトランスミッションを搭載した時代遅れなマシンであった。予選はトップから8秒遅れながら26位で通過した。決勝レースは豪雨のためハイドロプレーニング現象のために3周目にホームストレート上でスピンしてリタイアした。
国際F3000で所属していたのがスーパーノヴァレーシング（大口出資者に語学学校のNOVAがいた）で、F1参入の際もNOVAがスポンサーであったため、古舘伊知郎はフジテレビジョンの実況で、井上を「F1駅前留学」と評した。また他の日本人ドライバー同様、ユニマットなどの日本企業のスポンサーを持込んだ。
当初は1995年よりスーパーノヴァ・レーシングによるF1参戦を視野に入れ、元トムスGBのスタッフと共にデザインを起こすまで進められていたが中断した。さらにシーズン後に行われたF3000のテスト走行では終始1-2位の好タイムを出していたために、F1シーズン参戦とF3000継続を迷ったものの、後述のようにF1シーズン参戦のオファーがあったためにF1への本格ステップアップを決めた。

#### 1995年
翌1995年は前年スポット参戦したシムテックの他に、ラルース、アロウズ、ロータスと交渉し、ロータスとは合意まで行ったものの、ロータスがその後撤退したためご破算となり、最終的に中堅チームのフットワーク・アロウズに移籍してF1フル参戦した。F1にシーズンフル参戦した日本人レーシングドライバーとしては中嶋悟（1987年）、鈴木亜久里（1989年）、片山右京（1992年）に次ぐ4人目であり、さらに3人とは違い、日本の自動車メーカーからのサポートを全く受けずに参戦を実現したため注目を浴びた（中嶋はホンダ、鈴木はヤマハと無限、片山はヤマハのエンジンを搭載したマシンで参戦している）。
しかしその後日本国内でF1中継を担当しているフジテレビジョンは、日本の自動車会社からのサポートを全く受けずに自分の努力のみで参戦をした井上を、以前の中嶋や、鈴木と片山とは違い、中継や関連番組で多く取り上げることはなかった（しかも井上のスポンサーのNOVAやユニマットは、中嶋や鈴木、片山のスポンサーとは違い、F1中継やその関連番組のスポンサーとなることはなかった）。
本人の著書によると、アロウズのシートは一ヶ月ごとの月極め契約で、契約金を滞納すれば即解雇、リザーブのパピスに交代するという状態で、井上はスポンサー集めのため、日本とレース開催国を頻繁に往復し、ほぼ不眠不休の時期もあったほど多忙だった。また、チームからは渡航費、食事代、後述の事故による負傷の治療費すら支払われず、マシン周り以外はほぼ全て井上の自腹であった。チームオーナーのジャッキー・オリバーは井上より後にリザーブ契約したが持参金の多かったパピスに肩入れしており、契約金の滞納を寧ろ望み、必死で期日に振り込む井上に嫌味などを言っていた。

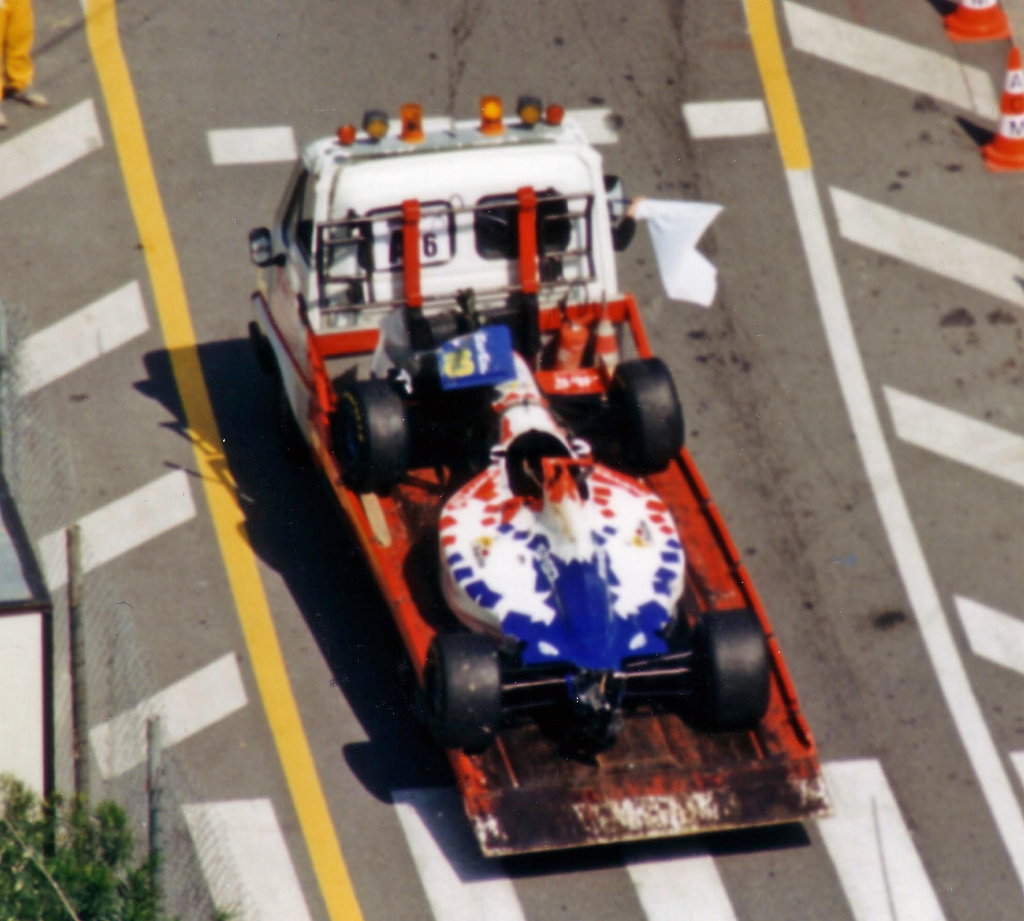
モナコグランプリの事故の際のマシン

チームメイトはジャンニ・モルビデリとマッシミリアーノ・パピス。チームの慢性的な資金不足によるテスト不足（実際はシーズン中にテストは全く行われなかった）やエンジンパワーに劣るハートエンジンを搭載したマシンの競争力、信頼性の低さにも苦しめられたものの、予選で中段の位置を得ることも多く、予選では3回チームメイトを上回ったが、完走5回、最高位はイタリアGPの8位であった（当時入賞は6位まで）。
この年の井上は、現在でも国内外のメディアで取り上げられることの多い、2度の珍しい事故に見舞われた。
- モナコGPのフリー走行でマシンがストップ。井上が乗車したままレッカー車にロープで牽引されピットへ戻ろうとしている最中、後方から猛スピードで走行してきたオフィシャルカー（同年に引退したラリー・ドライバーのジャン・ラニョッティがドライブしていた）に追突されマシンが横転した。井上は軽い脳震盪を起こし、またマシンは大破したが、ヘルメットを被っていたため大事に至らず、決勝レースには出場できた。

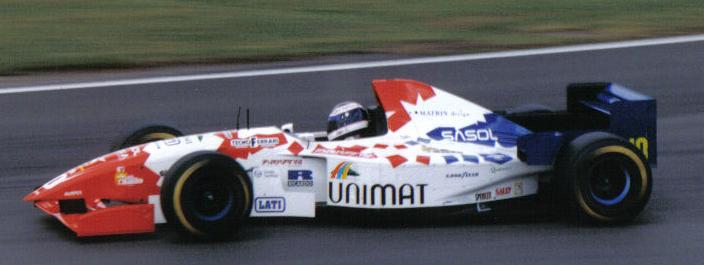
1995年イギリスグランプリ

- ハンガリーGPではエンジントラブルのためマシンを停めた直後、エンジンから出火。シャーシにダメージが及ぶことを恐れ、消火器を持って自ら消火しようとした所、後方からやってきたタトラのレスキューカーに振り返りざま撥ねられた。井上はボンネットに乗り上げ、脚の傷みのため倒れこんでしまったが、この時も大事には至らなかった。この事故はその後、F1ファンの間で井上を象徴する出来事として語り継がれており、自らも事あるごとにネタにするほどである。2015年にはハンガリーGPの30周年記念にちなみF1公式サイトが選んだ「印象深い出来事ベスト30」で、この事件が4位に選ばれた[10]。

しかしこの2つの珍しい事故が、レーシングドライバー引退後も井上の存在を多くのモータースポーツファンの脳裏に留めさせることになった。
なおこの年、スーパーノヴァ・レーシングは国際F3000シリーズタイトルを獲得。ドライバーズランキングもヴィンセンツォ・ソスピリがチャンピオン、リカルド・ロセットが2位という成功を収めた。なお、この時のドライバーは共に1997年にデビューしたローラ・チームよりF1にエントリーしたものの、両者共に予選落ちし、ローラが開幕戦のみで撤退をしたため、シートを失う目に合った。

#### 1996年
1996年はフットワーク・アロウズのジャッキー・オリバーから残留のオファーを受けたが、昨年のいざこざもあり固辞し、その後ミナルディと交渉し、移籍が決まった。
その後イタリアで行われた参戦発表会に参加し、フェラーリ所有のフィオラノ・サーキットでのテスト走行も行っていたが、突如井上はシートを失う。スポンサーであるユニマットが急きょ他の日本のチームへのスポンサーを決めたために、参戦の後ろ盾を失ったためとも報じられた。後に井上はこれを『Racing On』誌のインタビューで認めたが、詳細は日本のチーム名を含め語ろうとしなかった。結局シーズン開幕直前になってジャンカルロ・フィジケラの起用が発表され、このまま井上はF1を去ることとなった。

### F1以後
F1以後は、1996年の鈴鹿1000kmにコンラッド・モータースポーツのポルシェ・911GT2参戦したのと（18周にエンジントラブルでリタイア）、1999年の全日本GT選手権第2戦からクラブイエローマジックのフェラーリ・F355でGT300クラスに4戦参戦したが、これを最後にレーシングドライバー活動を終えている（しかし下記のように、その後も様々な形でレーシングマシンのドライブを行っている）。
なお上記の全日本GT選手権への参戦であるが、JGTCのGT300のチームに、チームの消滅でF1シートを喪失したソスピリのためのシートを掴もうと帰国したが、チーム側から井上自身の参戦を熱烈にオファーされ、「フェラーリに乗れるのであれば」と了承したという。

### 引退後

#### チームオーナー
レーシングドライバー引退後はモンテカルロに在住し、1998年ごろより、イギリスでの若手ドライバー育成への限界を感じ、スーパーノヴァ・レーシングの株をシアーズ親子に売却し、オーナーの座を退く。この頃より日本と往復しつつモータースポーツをはじめ、様々なビジネスに取り組んでいる。
一時は2002年に倒産したレイナードの欧州における資産を引き継いだとされる「International Racing Management（IRM）」の経営陣にも名前を連ねていた。
また、2007年初めにはトロ・ロッソの買収を検討し、2008年末のホンダの撤退時はバーニー・エクレストンからホンダの買収を持ち掛けられたことを明かしている。
2001年にスーパーノヴァ・レーシングの同僚だったヴィンセンツォ・ソスピリが、イギリスのFortec Motorsportに協力する形で設立したFortec Italia Motorsportにスーパーノヴァ・レーシングのデイビッド・シアーズと共に旧型F3000マシンや人員、資金を提供し「ユーロノヴァ・レーシング」と改名した。井上がチームオーナー、ソスピリが社長兼チーム監督として、GP2やインターナショナル・フォーミュラ・マスターなどのミドル及びジュニアフォーミュラカテゴリで活動していた。
ヴィンセンツォ・ソスピリとともに、レーシングチーム「ヴィンセンツォ・ソスピリ・レーシング」を主宰し、アジアン・ル・マン・シリーズやブランパンGTアジア、ランボルギーニ・スーパートロフェオなどの複数の選手権で、ランボルギーニ・ウラカンGT3を走らせている。
2016年/2017年には、関口とコッツォリーノをアジアン・ル・マン・シリーズに「ヴィンセンツォ・ソスピリ・レーシング」で参戦させていたほか、2017年のマカオグランプリに参戦した関口に同行している。

#### ドライバー・マネージメント
ソスピリの他に高橋毅のマネージメントを担当するほか、下田隼成や関口雄飛、セルゲイ・シロトキンのサポートも行っていた。また、佐藤公哉やケイ・コッツォリーノ、佐藤万璃音、笹原右京、根本悠生、黒田吉隆、道見ショーン真也ら若手ドライバーのヨーロッパ挑戦をサポートしている。
2024年は、FIA 世界耐久選手権（WEC）に参戦する小泉洋史の通訳を務め、英語を解さない小泉に対しチームやレースコントロール等からの指示を伝える役割を担う。

#### 執筆活動
さらに、TwitterやFacebookを活用しており、モータースポーツ関係のみならず、政治、経済など様々なジャンルに発言を行い、現役時代さながらの舌鋒で発信している。特にF1やF2、GP3チームの経営事情やドライバーの移籍情報に詳しく、2012年よりキミ・ライコネンがF1復帰することを世界中のどのメディアよりも速くリークし、小林可夢偉のザウバー離脱についても語っていた。

## エピソード
- 日本の大手自動車メーカーの後ろ盾がないままに（つまり自分自身のスポンサー活動による資金調達のみで）F1にレギュラー参戦した日本人ドライバーは、現時点においては井上と小林可夢偉、山本左近しかいない。「本当にF1で活躍するような日本人ドライバーを育てたいのなら『金は出しても口は出すな』と言いたいですね[22]」と発言している。

- 自身のレーシングドライビングの技量については自虐的に語ることが多いが[23][24]、参戦時には、性能が劣るマシンでの参戦にも拘らず、現代のF1のレギュレーションであれば入賞となる8位と9位を記録した。全日本F3選手権でも参戦後期の1992年以降はコンスタントに上位入賞を記録していた[5]。

- 2013年にはイギリス『AUTOSPORT』誌の非公式チャットで行われた「過去20年間で最悪のF1ドライバー」を選ぶ議論に参加し、自分をアピールして選出された[25]。ユーロノヴァが参戦するAUTO GPのハンガロリンクラウンドには、消火器を持って参上すると発表した[14]。

- 2014年にはイギリスのテレビ番組「トップ・ギア」の企画で、ポール・リカール・サーキットを2012年型のロータスF1でドライブし[26]、当時のロータスF1の現役ドライバーのロマン・グロージャンの8秒落ちのタイムで走行している[27]。

- 2010年には、かつて自らがドライブしたフットワーク・FA16を入手し、かつての姿にレストアするなどしている[28]。

## レース戦績

### 全日本F3選手権
| 年     | チーム                     | エンジン | 1       | 2      | 3      | 4       | 5       | 6       | 7       | 8       | 9       | 10      | 順位 | ポイント |
| ------ | -------------------------- | -------- | ------- | ------ | ------ | ------- | ------- | ------- | ------- | ------- | ------- | ------- | ---- | -------- |
| 1990年 | クリアリーカナディアン     | 無限     | SUZ DNQ | FSW    | SUZ    | TSU DNQ | SEN DNQ | SUG DNQ | TSU Ret | SUZ Ret | NIS DNQ | SUZ 22  | NC   | 0        |
| 1991年 | スーパーノヴァ・レーシング | 無限     | SUZ 18  | FSW 22 | SUZ 17 | TSU DNQ | SEN 14  | MIN Ret | TSU DNQ | SUG 22  | SUZ 20  | SUZ Ret | NC   | 0        |
| 1992年 | スーパーノヴァ・レーシング | 無限     | SUZ 5   | TSU 13 | FSW 4  | SUZ Ret | SEN Ret | TAI Ret | MIN 18  | SUG 8   | SUZ 16  | SUZ Ret | 10位 | 5        |
| 1993年 | スーパーノヴァ・レーシング | 無限     | SUZ 9   | TSU 12 | FSW 4  | SUZ Ret | SEN 7   | TAI 6   | MIN 6   | SUG 9   | SUZ 6   | SUZ 8   | 9位  | 6        |

### 国際F3000選手権
(key) 
| 年     | エントラント                 | 1      | 2       | 3      | 4      | 5      | 6      | 7     | 8       | 順位 | ポイント |
| ------ | ---------------------------- | ------ | ------- | ------ | ------ | ------ | ------ | ----- | ------- | ---- | -------- |
| 1994年 | スーパー・ノヴァ・レーシング | SIL 15 | PAU Ret | CAT 13 | PER 13 | HOC 12 | SPA 14 | EST 9 | MAG Ret | NC   | 0        |

### F1
| 年     | 所属チーム   | シャシー | 1       | 2       | 3       | 4       | 5       | 6     | 7       | 8       | 9       | 10      | 11     | 12    | 13     | 14      | 15      | 16     | 17      | WDC  | ポイント |
| ------ | ------------ | -------- | ------- | ------- | ------- | ------- | ------- | ----- | ------- | ------- | ------- | ------- | ------ | ----- | ------ | ------- | ------- | ------ | ------- | ---- | -------- |
| 1994年 | シムテック   | S941     | BRA     | PAC     | SMR     | MON     | ESP     | CAN   | FRA     | GBR     | GER     | HUN     | BEL    | ITA   | POR    | EUR     | JPN Ret | AUS    |         | 45位 | 0        |
| 1995年 | フットワーク | FA16     | BRA Ret | ARG Ret | SMR Ret | ESP Ret | MON Ret | CAN 9 | FRA Ret | GBR Ret | GER Ret | HUN Ret | BEL 12 | ITA 8 | POR 15 | EUR Ret | PAC Ret | JPN 12 | AUS Ret | 24位 | 0        |

### 全日本GT選手権
| 年     | 所属チーム             | 使用車両         | クラス | 1   | 2     | 3       | 4   | 5      | 6   | 7       | 順位 | ポイント |
| ------ | ---------------------- | ---------------- | ------ | --- | ----- | ------- | --- | ------ | --- | ------- | ---- | -------- |
| 1999年 | クラブイエローマジック | フェラーリ・F355 | GT300  | SUZ | FSW 8 | SUG Ret | MIN | FSW 12 | TAI | TRM Ret | 32位 | 3        |

## 著書
- 「タキ井上が教えます! リアルな裏F1」（東邦出版/ 2016年5月24日発売）